# Тлумацький повіт (ЗУНР)
Тлумацький повіт — адміністративно-територіальна одиниця у складі ЗУНР, пізніше — у складі Польщі. Входив до Станиславівського воєводства Польської Республіки після утворення воєводства у 1920 році на окупованих землях ЗУНР. Адміністративним центром повіту був залишений Тлумач. До складу повіту входило 114 поселень (з них 2 міста, 63 сільські ґміни і 47 фільварків) з 21 673 житловими будинками. Загальна чисельність населення повіту складала 104 675 осіб (за даними перепису населення 1921 року), з них 76 956 — греко-католики, 20 548 — римо-католики, 6 396 — юдеї, 775 — інших визнань. Площа повіту — 952 км².

### Староста
- Владислав Склодовський (-1937)

### Адміністративний поділ

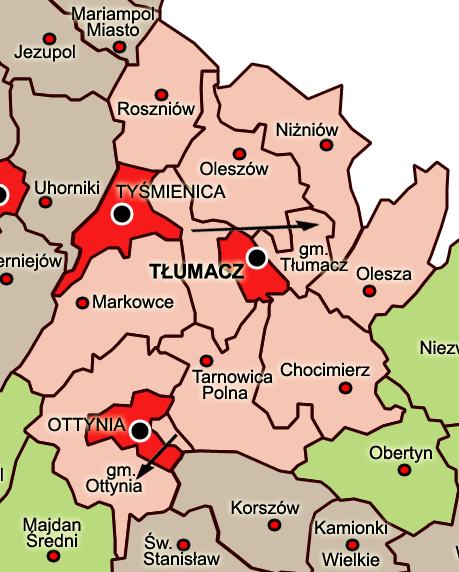
Тлумацький повіт

Розпорядженням Ради міністрів 28 травня 1934 року село Підпечери передане з Тлумацького повіту до Станиславівського.
1 серпня 1934 р. було здійснено новий поділ на сільські ґміни шляхом об'єднання дотогочасних (збережених від Австро-Угорщини) ґмін, які позначали громаду села. Новоутворені ґміни відповідали волості  — об'єднували громади кількох сіл або (в дуже рідкісних випадках) обмежувались єдиним дуже великим селом.

#### Міста (Міські ґміни)
1. містечко Отинія — місто з 1934 р. Раніше було сільською ґміною
2. містечко Тлумач — місто з 1934 р.
3. м. Тисмениця

#### Сільські ґміни
Кількість:
1920—1934 рр. — 63
1934 р. — 61
1934—1939 рр. — 9
| Об'єднані сільські ґміни 1934 року | Об'єднані сільські ґміни 1934 року | Старі сільські ґміни | Кількість |
| ---------------------------------- | ---------------------------------- | --- | --------- |
| 1                                  | Ґміна Марковце                     | Ляцкє Шляхецкє, Марковце (Марківці), Одає под Слобудком (Одаї), Погоня, Пшенічнікі (Пшеничники), Слобудка под Одаями (Слобідка), Хомякувка (Хомʼяківка), Чарнолозьце (Чорнолізці)                                                                              | 8         |
| 2                                  | Ґміна Ніжнюв                       | Антонівка, Кутища, Нижнів, Новосілка, Петрилів | 5         |
| 3                                  | Ґміна Олєша                        | Будзин, Горигляди, Делява, Доліна, Олєша | 5         |
| 4                                  | Ґміна Олєшув                       | Братишув (Братишів), Букувна (Буківна), Олєшув (Олешів), Остриня, Палагіче (Палагичі) | 5         |
| 5                                  | Ґміна Отиня                        | Бабянка (Бабʼянка), Віноґрад (Виноград), Ворона, Ґрабіч (Грабич), Голоскув (Голосків), Красілувка (Красилівка), Кшивотули Старе (Старі Кривотули), Молодилув (Молодилів), Нова Вєсь (Нове Село), Скопувка (Сколівка), Струпкув (Струпків), Угорнікі (Угорники) | 12        |
| 6                                  | Ґміна Рошнюв                       | Долге (Довге), Мілованє (Милування), Ольшаніца (Вільшаниця), Рошнюв (Рошнів), Стриганьце (Стриганці), Юркувка (Юрківка) | 6         |
| 7                                  | Ґміна Тарновіца Польна             | Богородичин, Гостів, Закрівці, Константинівка, Королівка, Нові Кривотули, Прибилів, Торговиця, Терновиця Пільна | 9         |
| 8                                  | Ґміна Тлумач                       | Гриньовце (Гринівці), Клубовце (Клубівці), Коліньце (Колинці), Надорожна, Окняни (Вікняни), Слобудка под Тлумачем (Слобідка) | 6         |
| 9                                  | Ґміна Хоцімєж                      | Бортнікі (Бортники), Ґрушка, Єзєжани (Озеряни), Пужнікі (Пужники), Хоцімєж (Хотимир) | 5         |
| отримало статус міської            | отримало статус міської            | Отинія (до 1934 р.) | 1         |
| передано до Станіславського повіту | передано до Станіславського повіту | Підпечери (до 28.05.1934) | 1         |

* Виділено містечка, що були у складі сільських ґмін та не мали міських прав.